# Murth Mossel
Murthy Siegfried Mossel (Amsterdam, 6 februari 1970), ook bekend als Murth the Man-o-Script, is een Nederlands acteur, rapper en stand-upcomedian. Hij is lid van de rapformatie Flinke Namen. Op muzikaal gebied werkte hij samen met bekende nationale artiesten als Extince, Skate the Great en Brainpower. Tevens was hij actief als vj van het programma The Pitch bij TMF.

## Biografie
Sinds 1996 speelt Murth Mossel in de Comedytrain. Eind jaren 90 presenteerde hij het programma The Pitch. In 2005 toerde hij met zijn eerste theatershow Niet vanzelfsprekend samen met Roué Verveer langs de Nederlandse theaters. Sinds 2005 is hij actief als onderdeel van de rapformatie Flinke Namen. In 2010 en 2011 trad Mossel samen met Verveer, Jandino Asporaat en Howard Komproe op onder de naam Caribbean Combo. Vanaf 2012 verzorgt hij de stem van Vonkie in de kinderserie Mike de Ridder. In juli 2025 vertolkte Mossel de rol van Wilfred in de Netflix-film Bad Boa's.

### Prijzen
Naast zijn werk als vj bij TMF, presenteerde Mossel bij de publieke omroep van 1999 tot 2002 Paradisolife. Dit programma kreeg de Dutch Academy Award voor "Beste muziekprogramma van 2001".

## Discografie

### Albums
| Album met eventuele hitnotering(en) in de Nederlandse Album Top 100 | Datum van verschijnen | Datum van binnenkomst | Hoogste positie | Aantal weken | Opmerkingen                               |
| ------------------------------------------------------------------- | --------------------- | --------------------- | --------------- | ------------ | ----------------------------------------- |
| DJ Knowhow - Straat Waarde                                          | 2007                  | -                     |                 |              | Tracks: Straight Spittin' en Straatwaarde |
| Met Flinke Namen                                                    |                       |                       |                 |              |                                           |
| Op volle toeren Mixtape                                             | 2008                  | -                     |                 |              | met The Opposites en Dio                  |
| Kunst en vliegwerk                                                  | 2009                  | -                     |                 |              | Mixtape                                   |
| Superstuntwerk                                                      | 19-06-2009            | 27-06-2009            | 38              | 3            |                                           |

### Singles
| Single met eventuele hitnotering(en) in de Nederlandse Top 40 | Datum van verschijnen | Datum van binnenkomst | Hoogste positie | Aantal weken | Opmerkingen                                                                 |
| ------------------------------------------------------------- | --------------------- | --------------------- | --------------- | ------------ | --------------------------------------------------------------------------- |
| Solo-Artiest                                                  |                       |                       |                 |              |                                                                             |
| Zoete Inval                                                   | 1998                  | 03-07-1999            | 33              | 9            | met Extince, Krewsial, Skate The Great, Yukkie B, Brainpower, Goldie & Scuz |
| Flinke Namen                                                  |                       |                       |                 |              |                                                                             |
| Als zij langs loopt                                           | 2009                  | 27-06-2009            | 19              | 8            |                                                                             |
| Wolken                                                        | 2009                  | 21-11-2009            | tip2            |              |                                                                             |

### Gastoptredens
- Binnenlandse Funk (Extince 1998)
- Zoete Inval Ft. Extince, Krewcial, Skate The Great, Yukkie B, Brainpower, Goldie & Scuz

- The Freestyles Chapter (Brainpower 1999)
- Funk & Murth Interlude Ft. Brainpower en KC The Funkaholic
- Murth Voicemail
- Daily Operation Ft. Brainpower, Psyclone en Rollarocka

- Traditions (The Proov 2000)
- Raison D'etre Ft. The Proov, Brainpower, Krewcial, Rescue, Shockwave, Skate The Great

- De Goeiste (Def Rhymz 2001)
- De Goeiste (Intro) Ft. Def Rhymz, G-Boah, Lloyd, Lover, Master Lee

- De Aller Goeiste (Def Rhymz 2001)
- De Goeiste (Intro) Ft. Def Rhymz, G-Boah, Lloyd, Lover, Master Lee

- Aanbevolen Dagelijkse Hoeveelheid Dopeness (ADHD) (2004)
- Dag uit het leven Ft. ADHD
- Fantasteez Ft. ADHD, Khalid de Zandneger, Lange Frans en VSOP

- Supervisie (Lange Frans & Baas B 2004)
- Party Ft. Lange Frans & Baas B
- Afterparty Ft. Lange Frans & Baas B

- Blaastest Mixtape (Dicecream 2005)
- Dit is het! Ft. Dicecream

### Verzamelalbums
- KC The Funkaholic Presents Bassline Laidback Sound Sensation (1998)
- Laidback Sound Announcement

- Alle 13 Dope (2000)
- Wo
- Zoete Inval Ft. Extince, Krewsial, Skate The Great, Yukkie B, Brainpower, Goldie & Cruz
- Zoute Uitval Ft. Extince, U-Niq, E-Life, The Anonymous, Def Rhymz, Rollarocka

- Vet verse flows (2003)
- Fantasteez

- Top-Notch Mixtape (The Flexican)
- Wo

### Singles
Zoete Inval (Extince 1999)
- Zoete Inval (radioversie) met Extince, Krewsial, Skate The Great, Yukkie B, Brainpower, Goldie & Scuz
- Zoute Uitval met Extince, U-Niq, E-Life, The Anonymous, Def Rhymz, Rollarocka
- Zoete Inval (albumversie) met Extince, Krewsial, Skate The Great, Yukkie B, Brainpower, Goldie & Scuz

Schreeuwetuit! (Brainpower 2002)
- De volgende straat Ft. Brainpower, Dicecream, QF, Ragga Pappa, Skate The Great, Sugacane, Terilekst en Too Tall

## Cabaretvoorstellingen
- 2005-2006: Niet vanzelfsprekend
- 2007-2009: Status Aparte
- 2009-2011: 1e pers. enkelv.

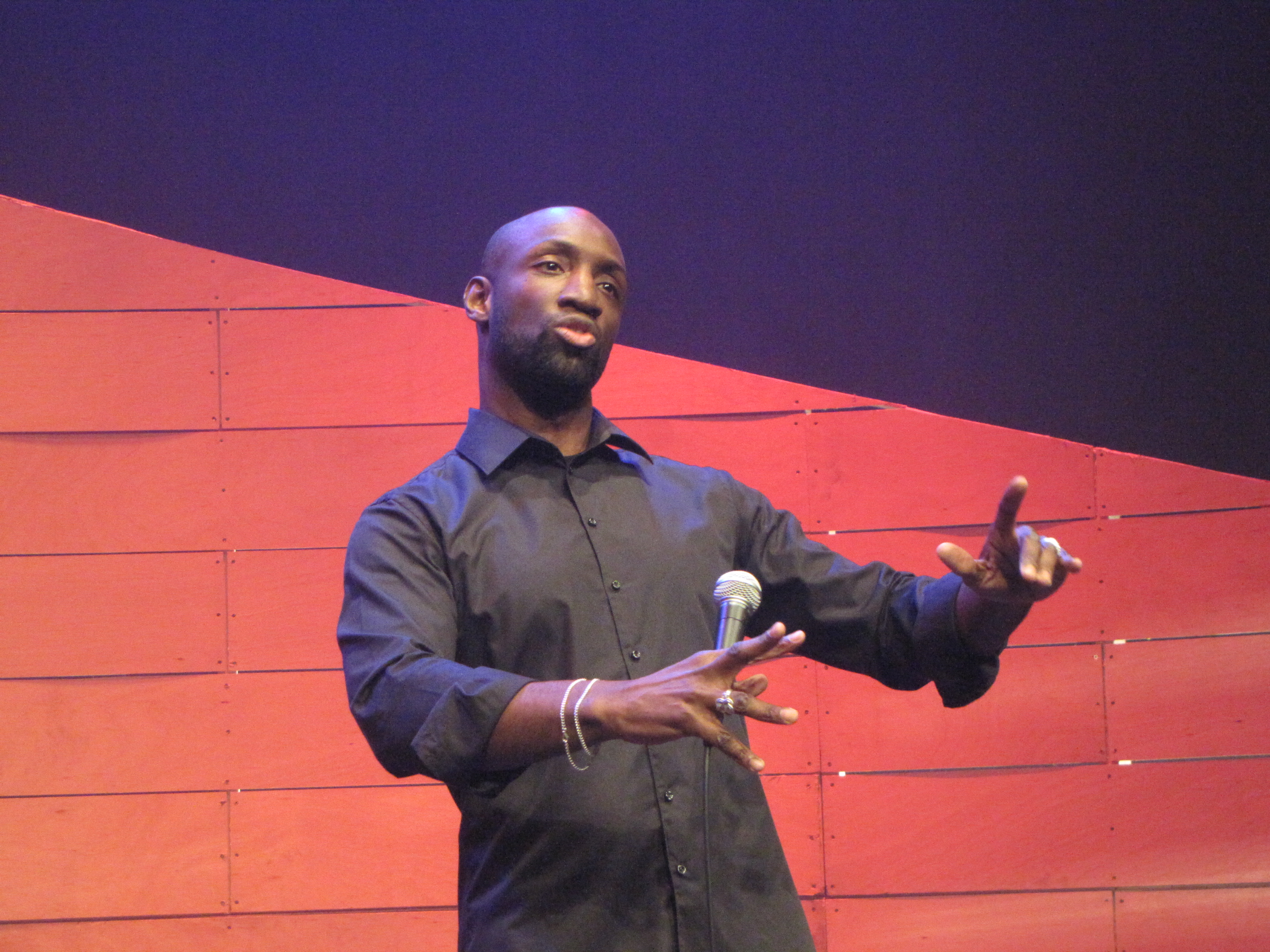
Murth Mossel in de DRU Cultuurfabriek in Ulft, 2011

- 2010-2011: Caribbean Combo, daar zal je ze hebben
- 2011-2012: Caribbean Combo, de kerstspecial
- 2011-2013: Gunstige ligging ten opzichte van de wereld
- 2012: Caribbean Combo, ze ZIJN er weer!
- 2013-2015: Louter Liefde
- 2015-2017: Voors en tegens
- 2017-2019: Pauwer!

## Nasynchronisatie
(niet alle personages zijn verwerkt)
- 2005: Madagascar - Maurice
- 2006: Cars - Overige stemmen
- 2008: Madagascar: Escape 2 Africa - Maurice
- 2008: Kung Fu Panda - Rino Commander
- 2008: Chop Socky Chooks (animatieserie) - K.O. Joe
- 2009: De Prinses en de Kikker - Buford
- 2011: Happy Feet 2 - overige stemmen
- 2011: De Smurfen (3D) - overige stemmen
- 2011: Rio - Pedro
- 2012: Pokémon - overige stemmen
- 2012: Drake en Josh - overige stemmen
- 2012: Mike de Ridder - Vonkie
- 2012: Wreck-It Ralph - General Hologram, Cyborg
- 2012: Green Lantern: The Animated Series - Kilowog
- 2012: Fish Hooks - Sportopus
- 2012: Kung Fu Panda 2 - Meester Os
- 2012: Sly Cooper - overige stemmen
- 2012: God of War All Stars - overige stemmen
- 2012: The Greening of Whitney Brown - overige stemmen
- 2012: Madagascar 3: Europe's Most Wanted - Maurice
- 2012: Young Justice (animatieserie) - Brick, John Stewart / Green Lantern, Martian Manhunter, Guardian / Mal Duncan, Dr. Fate, Nabu
- 2012: Team Umizoomi - overige stemmen
- 2012: Sammy 2 - overige stemmen
- 2012: Pirates - overige stemmen
- 2012: Level Up - overige stemmen
- 2012: Super Nina’s - overige stemmen
- 2012: Paasverhaal - overige stemmen
- 2012: Cartoon network rap - overige stemmen
- 2013 tot 2017: Ultimate Spider-Man (animatieserie) - Blade, Baron Mordo
- 2012: The Muppets - Uncle Deadly
- 2013: Garfield - overige stemmen
- 2013: Motor City Bracket - overige stemmen
- 2013: Lego Hero Factory - overige stemmen
- 2013: Het regent gehaktballen 2 - Earl Devereaux
- 2013: Rio 2 - Pedro
- 2013: Turbo - Whiplash
- 2013: Epic - overige stemmen
- 2013 tot 2019: Avengers Assemble - Thanos, Heimdall
- 2013 tot 2015: Hulk and the Agents of S.M.A.S.H. - Heimdall
- 2013: Lego Star Wars - Darth Vader
- 2014: Muppets Most Wanted - Uncle Deadly
- 2014: The Book of Life- De Kaarsenmaker
- 2014: How to Train Your Dragon 2 - overige stemmen
- 2014: Escape from Planet Earth - overige stemmen
- 2014: Mr. Peabody & Sherman - Voorzitter
- 2014: Penguins of Madagascar - Korporaal
- 2015: The Good Dinosaur - Buddha
- 2015: Lanfeust quest (televisieserie) - Hèbus
- 2015: Disney Infinity 3.0 - Finn, Thanos, Admiraal Ackbar
- 2015: Cinderella (film) - Kapitein
- 2015 tot 2019: Guardians of the Galaxy (televisieserie) - Thanos, Heimdall
- 2015 tot 2019: Game Shakers (televisieserie) - Ruthless
- 2016: Voltron: Legendary Defender - Commander Prorok
- 2016: The Angry Birds Movie - Bomb
- 2016: Zootropolis - Finnick
- 2016: Storks - Alfawolf
- 2016: Huisdiergeheimen - Ozon
- 2016: The BFG - De Bloedbottelaar
- 2016 tot heden: Shadowhunters: The Mortal Instruments - Luke Garroway
- 2017 tot 2020:Rapunzels wilde avontuur - Lance Strongbow
- 2018: Smallfoot - Stonekeeper
- 2018: Ralph Breaks the Internet - Lee the Office Nerd
- 2018: The Grinch - Bricklebaum
- 2019: Dumbo - Overige stemmen
- 2019: Wonder Park - Gus
- 2019: The Lion King - Mufasa
- 2019: The Angry Birds Movie 2 - Bomb
- 2019: The Queen's Corgi - Tyson
- 2020: Soul- Joe Gardner
- 2020: Dolittle - Kevin de eekhoorn
- 2020: The Call of the Wild - Overige stemmen
- 2020: Muppets Now - Uncle Deadly
- 2021: Spirit Untamed - Al Granger
- 2021: Marvel Studios's What If...? - Brock Rumlow, Ego the Living Planet en Thanos
- 2021: Muppets Haunted Mansion - Uncle Deadly
- 2022: De legende van samoerai Henk - Jimbo
- 2022: Minions: The Rise of Gru - Handlanger
- 2022: De Gelaarsde Kat 2: De Laatste Wens - Dorpsdokter
- 2023: Spider-Man: Across the Spider-Verse - Lenny
- 2023: The Super Mario Bros. Movie - Penguin King
- 2024: The Wild Robot - Thunderbolt
- 2024: Sonic the Hedgehog - Randall Handel

## Trivia
- In 2018 vertolkte hij de rol van agent Greg in de film Bon Bini Holland 2.
- In de zomer van 2021 vertolkte hij de rol van Marlon in de jeugdserie Hoe mijn keurige ouders in de bak belandden.